# شيلي مارتينيز
شيلي مارتينيز (بالإنجليزية: Shelly Martinez)‏ (و. 1980  م) هي ممثلة، وعارضة، ومصارعة محترفة، وممثلة أفلام أمريكية، ولدت في تشينو، سان بيرناردينو، كاليفورنيا.

## وصلات خارجية
- شيلي مارتينيز على موقع IMDb (الإنجليزية)
- شيلي مارتينيز على موقع قاعدة بيانات الفيلم (الإنجليزية)
- شيلي مارتينيز على موقع WrestlingData.com (الإنجليزية)
- شيلي مارتينيز على موقع CageMatch worker (الإنجليزية)
- شيلي مارتينيز على موقع قاعدة بيانات المصارعة على الإنترنت (الإنجليزية)
- شيلي مارتينيز على موقع عالم المصارعة على الإنترنت (الإنجليزية)
- شيلي مارتينيز على موقع عالم المصارعة على الإنترنت (الإنجليزية)
- شيلي مارتينيز في قاعدة بيانات الأفلام على الإنترنت